# Mooloolaba
Mooloolaba ist eine Stadt im Südosten von Queensland in Australien, die im Jahr 2016 eine Einwohnerzahl von 8202 Personen aufwies.

## Geographie
Mooloolaba ist Teil der Sunshine Coast und unmittelbar am Korallenmeer gelegen. 90 Kilometer entfernt befindet sich Brisbane in südlicher Richtung. Im Westen wird Mooloolaba vom Sunshine Motorway, als Teil der State Route 70, im Süden vom Mooloolah River tangiert. Flugverkehr ist vom nahegelegenen Sunshine Coast Airport möglich.

## Geschichte
Der Name des Ortes geht auf die Ureinwohner, die Aborigines zurück, die die Ansiedlung mullu (Rotbäuchige Schwarzotter) (Pseudechis porphyriacus) nannten. Zuweilen wird auch das Wort mulu mit der Bedeutung der Meeresfischfamilie der Schnapper (Lutjanidae) als Namensgeber vermutet. Erste Siedler aus Europa ließen sich in den 1860er Jahren in dem Ort nieder. Hauptlebensgrundlage der Bewohner wurde die Fischerei sowie die Holzwirtschaft und es entwickelte sich ein reger Schiffsverkehr mit Bauholzprodukten nach Brisbane. Zunächst nannte sich der Ort Mooloolah Heads, wurde jedoch im Jahr 1920 in Mooloolaba umbenannt, um sich von der sich entwickelnden Gemeinde Mooloolah zu unterscheiden.

## Tourismus
Aufgrund der besonders reizvollen Lage an der Küste entwickelte sich Mooloolaba Anfang des 20. Jahrhunderts zu einem Ferienort und es wurden zunehmend Einrichtungen für Strand- und Wassersportaktivitäten geschaffen, u. a. ein Yacht-Hafen. Außerdem wurden Trekking-Touren in die nahe gelegenen Parks Mooloolah-River-Nationalpark oder Glass-House-Mountains-Nationalpark organisiert. Wachsende Beliebtheit bei Besuchern erfreut sich auch das UnderWater World genannte Aquarium sowie der im zwanzig Kilometer entfernten Beerwah befindliche Australia Zoo, der zeitweise von dem Abenteurer Steve Irwin geleitet wurde. Irvin verstarb 2006 an der weiter nördlich gelegenen Küste bei einem Tauchunfall. Ihm zu Ehren wurde in Mooloolaba das Steve Irwin Memorial aufgestellt.

## Sport
Im Frühjahr eines jeden Jahres findet der Mooloolaba Triathlon statt, der im Jahr 2013 in der Damenkonkurrenz von der Deutschen Anne Haug gewonnen wurde, die 2019 auch den Ironman Hawaii gewann. Eine weitere international besetzte Sportveranstaltung ist der Sydney to Mooloolaba Yacht Race.

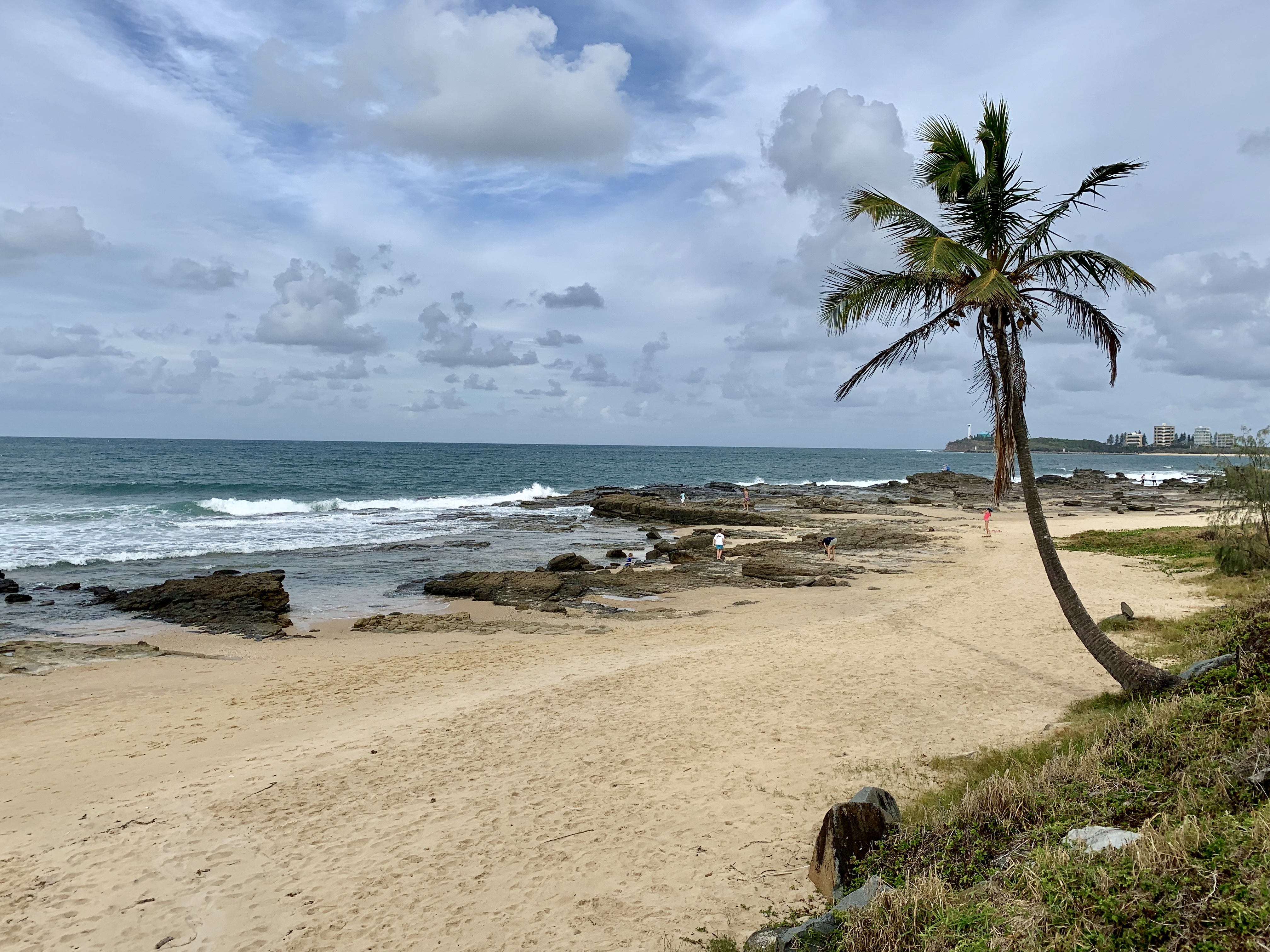
Strand von Mooloolaba
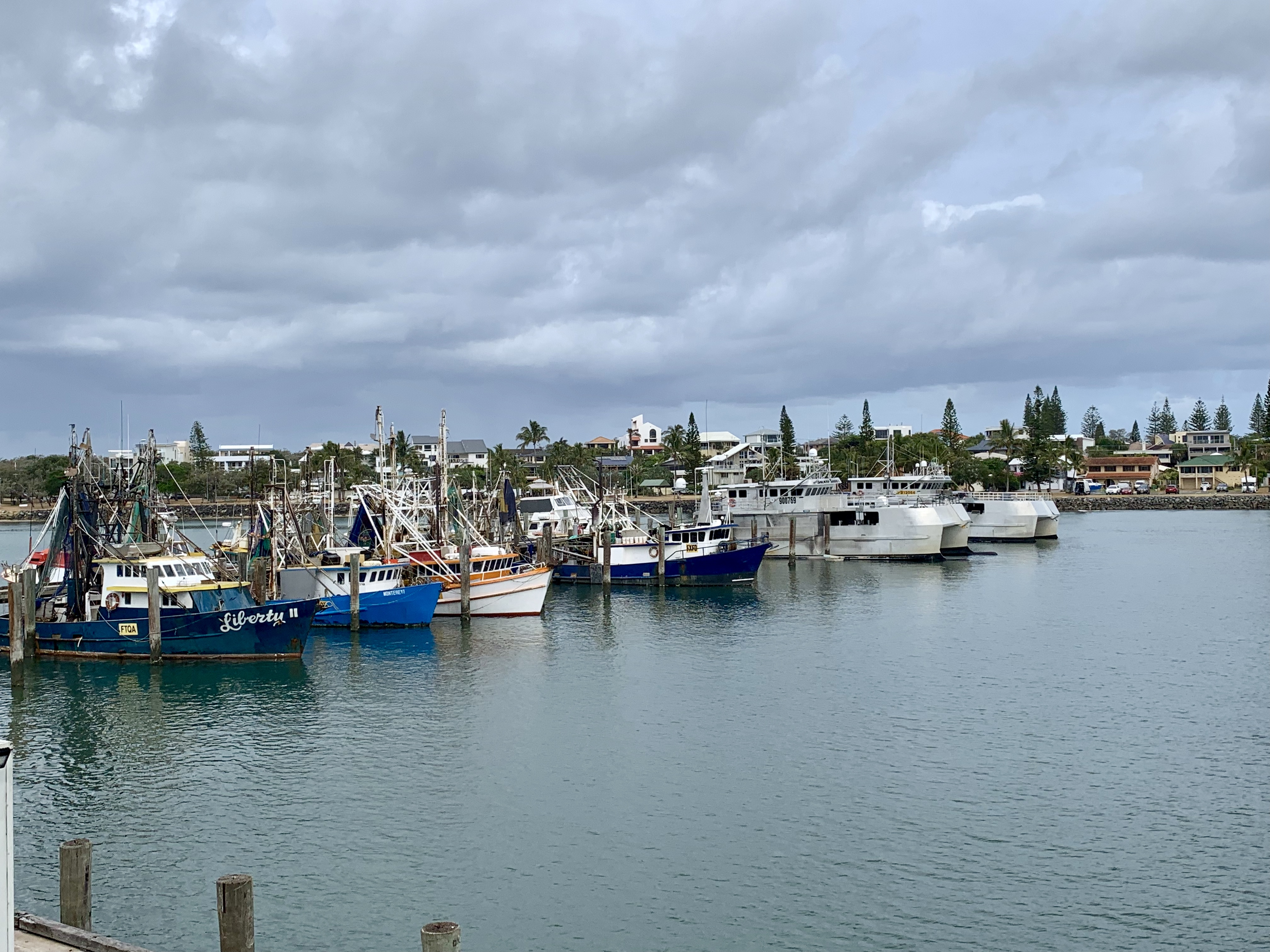
Fischerboote im Hafen
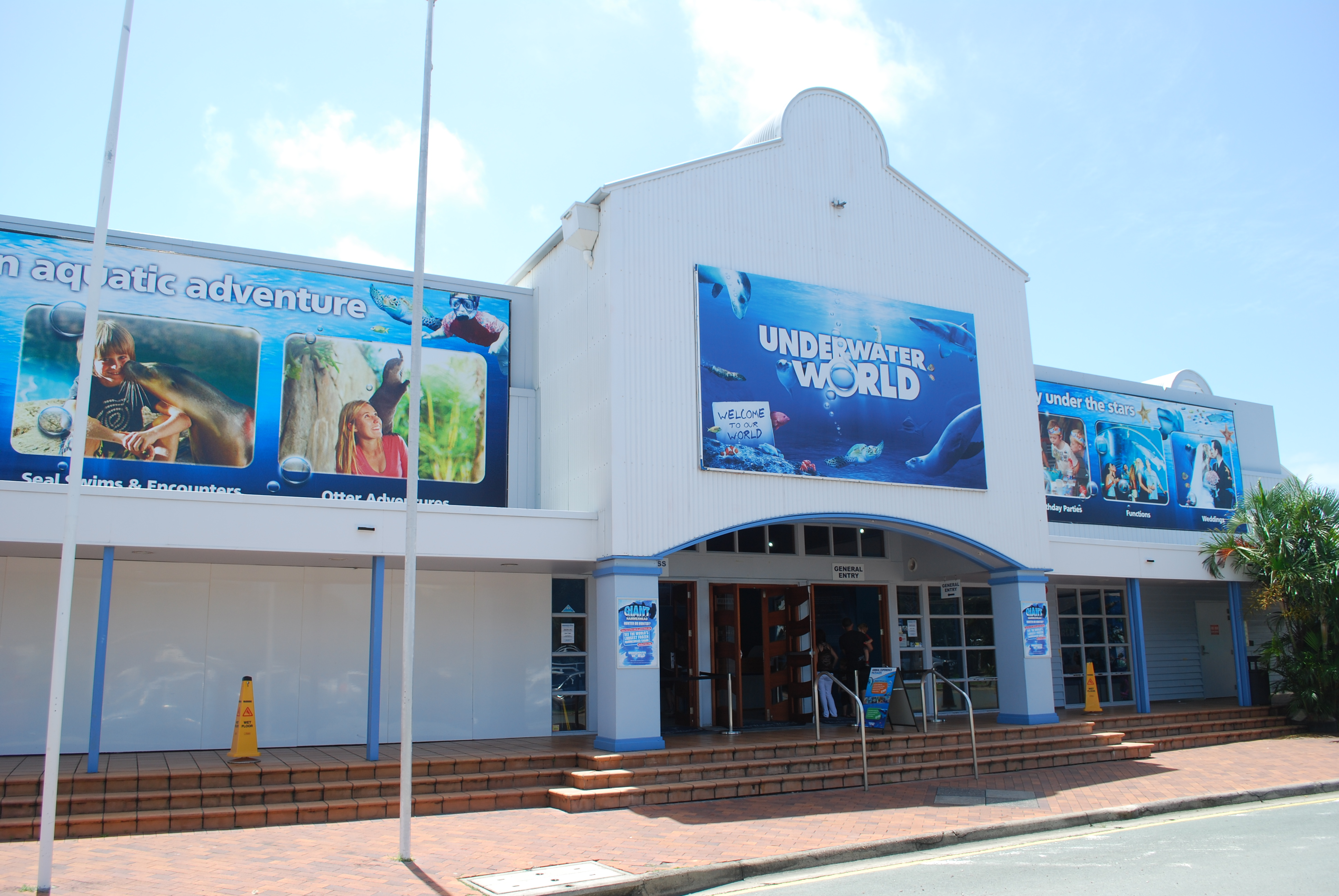
Eingang zum Mooloolaba-Aquarium
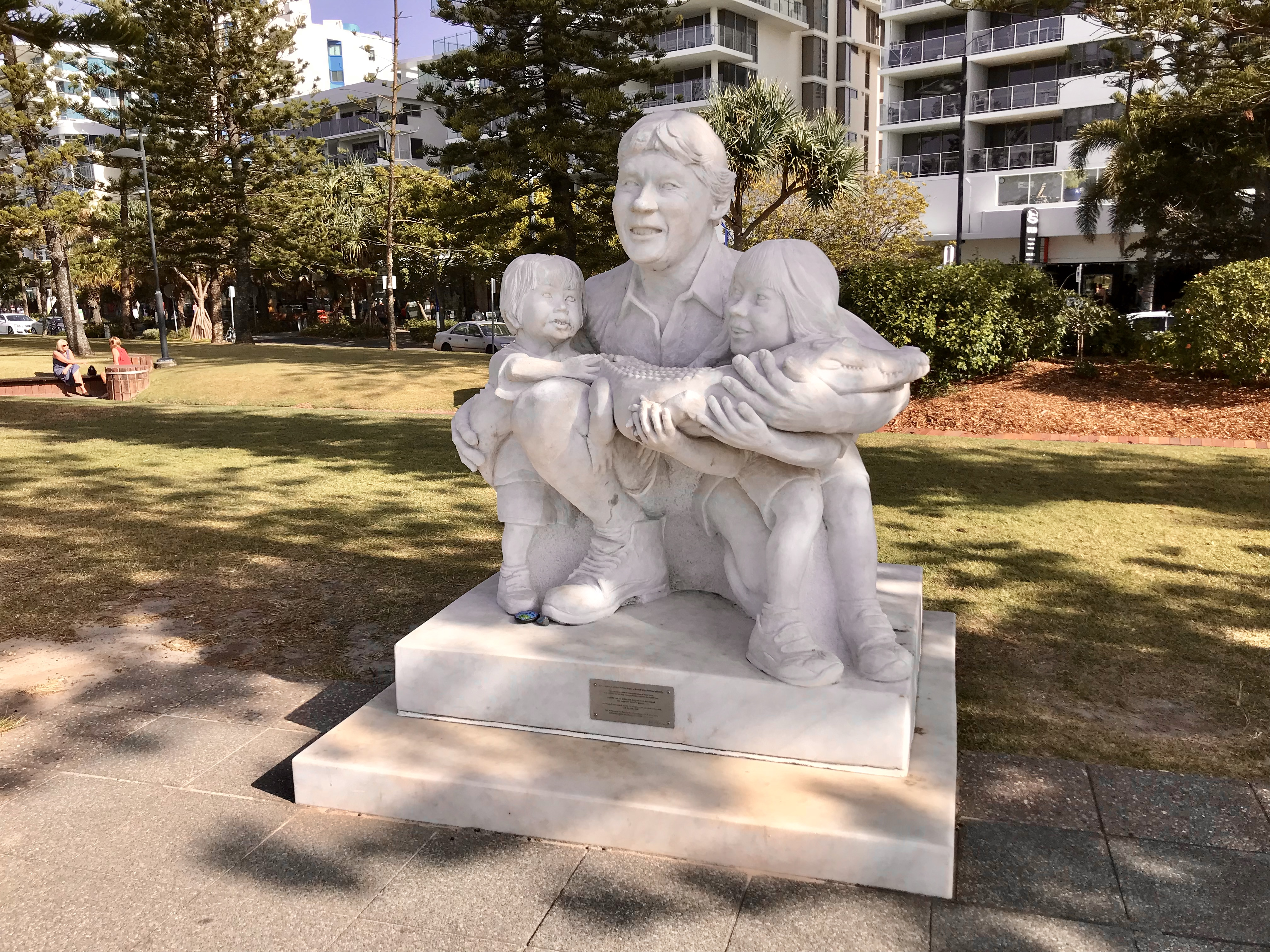
Steve Irwin Memorial
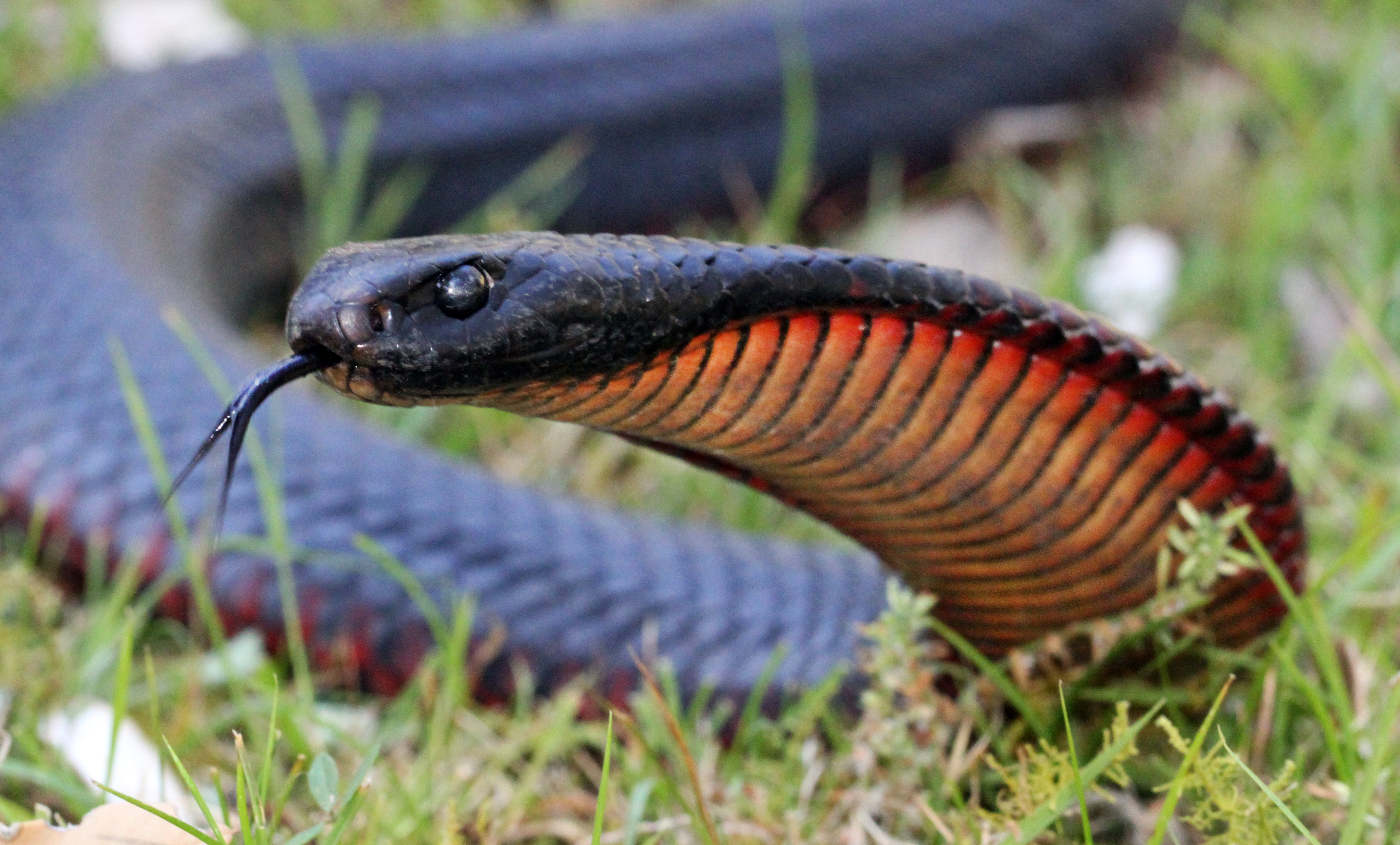
mullu, die wohl namensgebende Rotbäuchige Schwarzotter

## Trivia
Mooloolaba ist die vierte Stadt, die in der ersten Strophe der australischen Originalversion des Songs „I’ve Been Everywhere“ erwähnt wird.